# Godella
Godella – gmina w Hiszpanii, w prowincji Walencja, we wspólnocie autonomicznej Walencja, o powierzchni 8,4 km². W 2011 roku liczyła 13 217 mieszkańców.